# رسقلة
الرَسقُلة أو الرَسغُلة ( بالأردية: رسگُلہ، أو رس گُلہ) هي حلوى مشهورة في الهند تُصنع من جبنة تشينا، عجين سميد مطبوخ في شراب مصنوع من السكر.